# 新藤枝駅
新藤枝駅（しんふじえだえき）は、かつて静岡県藤枝市にあった静岡鉄道駿遠線の駅である。東海道本線藤枝駅の北側にあった。

## 沿革
- 1913年（大正2年）11月16日 - 大手-藤枝新 間 開業により藤枝新駅設置。国鉄（当時は鉄道院）藤枝駅から北100ｍほどの所に位置。
- 1919年（大正8年）- 国鉄との乗り換えが不便であったため、国鉄藤枝駅の北隣に移転（路線変更）。
- 1937年（昭和12年）7月 - 駅舎兼本社の設計を浜松の建築家・中村與資平の建築事務所に依頼[2]。
- 1938年（昭和13年）10月26日 - 駅舎落成（建築工事は藤枝の土木業者・山口組[2]）
- 1956年（昭和31年）1月1日 - 昭和29年の市制施行を記念して、新藤枝駅に改称。
- 1964年（昭和39年）9月27日 - 大手-新藤枝 間 廃止。代行バスの通路を確保するため駅舎の南半分を削る減築を行い、国鉄線側にあった留置線も撤去した。
- 1970年（昭和45年）7月31日 - 新藤枝-大井川 間 廃止により廃駅。廃止後5年ほどホーム上屋を藤枝駅前の静岡鉄道バス乗り場として転用。
- 1980年（昭和55年）4月15日 - 駅構内跡地にバス乗り場・待機所を整備[3]。
- 1994年（平成6年）11月3日 - 青島史蹟保存会により「軽便鉄道駿遠線蹟」設置[4]。
- 2002年（平成14年）3月 - バス待機所が縮小され、静鉄建設・静鉄不動産による分譲マンションが竣工[5]。
- 2015年（平成27年）2月28日 - 再開発事業[6]により市営駐車場を閉鎖[7]。
- 2016年（平成28年）8月20日 - 3番バス乗り場をロータリー内に移設[8]、バス待機所を市営駐車場1階に移設。
- 2018年（平成30年）
  - 2月3日 - 再開発事業が竣工[6]。市営駐車場は立体駐車場として生まれ変わった[9]。
  - 4月7日 - FUJIEDA mikine（フジエダミキネ）がオープン[6]。

## 当時の様子
時代によって線路配置が異なる。全盛期には頭端式ホーム2面3線の駅だった。路線の構造上、大手駅から大井川駅・地頭方駅方面へ行く直通列車は当駅で向きを変えて出発していた（スイッチバック駅）。
2013年（平成25年）、藤枝市郷土博物館25周年記念特別展『和風ドールハウス』に合わせて、ドールハウス職人の小幡耕一によって縮尺1/24の「軽便・新藤枝駅周辺のにぎわい（昭和32年頃）」が製作された。

## 現在の様子
新藤枝駅跡は静鉄不動産の分譲マンションとFUJIEDA mikine（フジエダミキネ）に変貌しており、かつての面影は無い。また、駿遠線の代替バス路線である藤枝相良線は藤枝駅南口から発着している。
青島史蹟保存会による「軽便鉄道駿遠線蹟」がコミュニティパーク内に設置されている。再開発前は第2号緑地（現 市営駐車場）に設置されていた。

## 隣の駅
静岡鉄道駿遠線
瀬戸川駅 - 新藤枝駅 - 高洲駅

## リンク
- 藤相鉄道（静鉄駿遠線）藤枝新駅付近の変遷の図